# Abbasa
‛Abbāsa bint al-Mahdi (in arabo العباسة بنت المهدي‎?) o semplicemente Abbasa (765 – 803) è stata una principessa araba.
Visse tra l'ottavo e il nono secolo d.C. Sorella del califfo Hārūn ar-Rashīd, fu da lui data in moglie prima a Muhammad ibn Sulayman ibn Ali (fino al 789) e poi a Ibrahim ibn Salih (fino al 793). La leggenda vuole che fu la causa involontaria della rovina di tutta la sua famiglia. 